# Ramose (visir)
Ramose (fl. XIV secolo a.C.) è stato governatore di Tebe e visir durante i regni di Amenhotep III e di Akhenaton, durante la XVIII dinastia egizia. È noto soprattutto per la sua tomba, la TT55, localizzata a Sheikh Abd el-Qurna, nella necropoli di Tebe.
| N5 · Z1 | ms |

R ms ("Nato da Ra")